# Phasiophyto fumifera
Phasiophyto fumifera là một loài ruồi trong họ Tachinidae.